# توهم اعتبار نظر
توهم اعتبار نظر(به انگلیسی: Illusion of validity) یا توهم مهارت (به انگلیسی: Illusion of Skill) نوعی سوگیری و خطای ادراکی است که باعث می‌شود افراد توانایی خود را در تعبیر اطلاعات و نتیجه‌گیری از آنها، بیش از آنچه واقعاً هست تصور کنند. به عبارت دیگر اطمینان بیش از اندازه و نادرست به توانایی خود در تعبیر، پیش‌بینی و قضاوت بر مبنای اطلاعات موجود. «رولف دوبلی» در کتاب هنر شفاف اندیشیدن از این سوگیری به عنوان «توهم پیش‌بینی» نام برده‌است. «فلیپ تت‌لاک» در مدت ده سال بیش از ۲۸ هزار پیش‌بینی از ۲۸۴ کارشناس را در زمینه‌های متفاوت ارزیابی کرد و مشخص شد پیش‌بینی‌های آنها تنها کمی بهتر از پیش‌بین‌های تصادفی است.
«جان کنت گالبرایت» اقتصاددان و مدرس دانشگاه هاروارد می‌گوید: «دو نوع کارشناس پیش‌بینی داریم، آنهایی که نمی‌دانند و آنهایی که نمی‌دانند که نمی‌دانند».
وقتی ما از پیش‌بینی‌های خود (در زمینه‌های اقتصادی، سیاسی، اجتماعی و …) مطمئن هستیم، بر اساس آنها تصمیماتی می‌گیریم و از آنجا که مشخص شده بسیاری از این پیش‌بینی‌ها نادرست هستند تصمیماتی که بر اساس آنها گرفته می‌شوند ممکن است عواقب بدی داشته باشند.

## نمونه‌ها
مردمی که در بورس سهام دارند و به کار خرید و فروش سهم مشغولند تصور می‌کنند که در این کار مهارت کافی دارند. اما پرسش‌هایی در این زمینه مطرح است که نشان دهنده وجود «سوگیری توهم اعتبار نظر» و «توهم مهارت» در این بازار است برای مثال: وقتی شما سهامی را می‌فروشید چه کسی آن را می‌خرد؟ چه چیزی را فروشنده می‌داند که خریدار نمی‌داند؟ درحالیکه در بسیاری مواقع فروشنده و خریدار هر دو اطلاعاتی تقریباً یکسان دارند، یکی تصمیم به فروش سهم می‌گیرد و دیگری تصمیم به خرید همان سهم! چطور اطلاعاتی یکسان نتایجی متفاوت تولید می‌کنند؟ درحالیکه فروشنده تصور می‌کند که قیمت بالا است و احتمالاً سقوط می‌کند همزمان خریدار تصور می‌کند که قیمت همان سهام پایین است و صعود می‌کند! به نظر می‌رسد یکی از ستون‌های مهم این صنعت «خطای توهم مهارت» و «توهم اعتبار نظر» باشد.

## دانیل کانمن برنده جایزه نوبل اقتصاد از کتاب تفکر، سریع و آهسته

صندوق‌های سرمایه‌گذاری مشترک را مدیران مالی بسیار کارآزموده و سخت کوش اداره می‌کنند که برای اعضاء کار خرید و فروش سهام را انجام می‌دهند. با این وجود، شواهد پنجاه سال تحقیق به‌طور قطع نشان می‌دهد که: برای بسیاری از این مدیران انتخاب سهم بیشتر شبیه پرتاب تاس با شانس و تصادف همراه است. به‌طور معمول در هر سال، از هر سه سرمایه‌گذاری دو تا از آنها به جواب مطلوب نخواهد رسید.

اولین شواهد این ادعا را پروفسور «تری اُدین» در دانشگاه «برکلی» جمع‌آوری کرد. او در یک دوره هفت ساله ۱۶۰ هزار معامله را بررسی کرد. این مجموعه بسیار بزرگ به او امکان داد که خرید و فروش هر سهم را توسط افراد دنبال کند. نتایج ناامید کننده بود. به‌طور میانگین در بازه یک ساله سهامی را که افراد می‌فروختند کمی بهتر از آن سهامی بود که می‌خریدند. به نظر می‌رسید که برای بسیاری از سهام‌داران هیچ اقدامی نکردن بهتر از آن است که به آنچه به ذهنشان می‌رسد عمل کنند. او نتایج تحقیقش را در مقاله‌ای با عنوان «تجارت خطری بزرگ برای داریی شما» منتشر کرد. آمار این مقاله نشان می‌داد هرچه بیشتر در بازار بورس خرید و فروش سهم کنید ضرر بیشتری می‌کنید. (البته توجه کنید که این آمار میانگین است. همیشه عده‌ای هستند که بهتر یا بدتر عمل می‌کنند).
هرچند برداشت ذهنی خریداران و فروشندگان این است که آنها انتخاب‌ها و حدس‌های هوشمندانه و مطالعه شده می‌زنند، اما این انتخاب‌های ظاهراً هوشمندانه با انتخاب کورکورانه تفاوت چندانی نمی‌کند. پنجاه سال تحقیق نشان داده‌است که برای اغلب سهامداران چندان فرقی نخواهد کرد که سهمی را با مهارت انتخاب کنند یا صرفاً با شانس. توافق کلی بین پژوهشگران این است که تقریباً همه کسانی که سهام خرید و فروش می‌کنند- چه آگاه باشند و چه نباشند- کاملاً تصادفی سود و ضرر می‌کنند و آنها که در این بازار سود می‌کنند معمولاً خوش‌شانس‌تر هستند و نه ماهرتر. تصور ذهنی سهامدران این است که آنها در بازار به شدت بی‌ثبات بورس حدس‌های مطالعه شده و ماهرانه می‌زنند اما آنچه آنها واقعاً انجام می‌دهند تفاوتی با حدس‌های کورکورانه ندارد.